# Леонтіївський провулок (Москва)
Лео́нтіївський провулок (до середини XVIII століття Шереметіївський, з 1938 по 1993 — вулиця Станіславського) — провулок в Центральному адміністративному окрузі міста Москви. Починається від Большої Никитської вулиці до Тверської, лежить між Тверським бульваром та Вознесенським провулком.

## Історія
Між XVII — початком XVIII століть місцевість між Тверською і Великою Никитською вулицями стає аристократичним районом. Генерал-аншеф Михайло Леонтьєв вперше згадується як домовласник у Шереметіївському провулку в 1725 році, ще коли він був в чині кавалерії бригадира. За його прізвищем, провулок, стали називати Леонтіївським.
У 1938 році провулок був перейменований на вулицю Станіславського, який жив в цьому провулку. У 1994 році провулку повернули його історичну назву.
У 2000-ні роки декілька історичних будинків в провулку були знищені, а на їх місці зведені нові будівлі.

## Історичні будівлі та споруди
З непарної сторони:
- № 5 — типографія А. І. Мамонтова, 1872, архітектор В. О. Гартман.
- № 7 — Музей народного мистецтва (Кустарний музей С. Т. Морозова)
- № 9 — Будинок міського голови Н. А. Алексєєва, 1880-е, архітектор Д. М. Чичагов.

В даний час в ньому розміщується Представництво ООН в Москві, UNICEF, UNDP, UNEP, UNAIDS, WHO та ряд інших міжнародних організацій.
- № 11 — на цьому місці знаходились володіння предка Л. М. Толстого князя П. І. Горчакова. На першому поверсі розміщувався популярний антикварний магазин А. Н. Єрикалова. Будинок був знесений у 2003 році для будівництва елітного житлового будинку.
- № 13 — будинок, що знаходився  на цьому місці належав батькам М. С. Мартинова, друга та згодом вбивці М. Ю. Лермонтова. Будинок був знесений у 2003 році для будівництва елітного житлового будинку.
- № 15 — житловий будинок працівників ЦК КПРС був побудований в 1964 році за проектом архітектора М. Н. Круглова. Тут жили вищі керівники партії і радянського уряду (Г. В. Романов, М. С. Соломенцев, Д. Ф. Устинов та ін.).
- № 19 — Гімназія. В 1900-х роках в цьому будинку жила актриса Г. Н. Федотова.
- № 21 — Дохідний будинок Н. С. Лутковського (1905—1906, архітектор І. П. Машков)
- № 25 — будинок, що знаходився тут, був зразком післяпожежної забудови Москви початку XIX століття. Тут жили: друг А. С. Пушкіна декабрист І. Н. Горсткін, відомий архітектор і археолог О. О. Мартинов, актриса Малого театру Г. М. Федотова, письменник Б. А. Пильняк. У 2005 році за розпорядженням мера Москви Ю. М. Лужкова будівля була знесена під будівництво "багатоповерхового офісного центру класу "A" загальною площею 6 650 м² з трирівневою підземною парковкою».

По парній стороні:

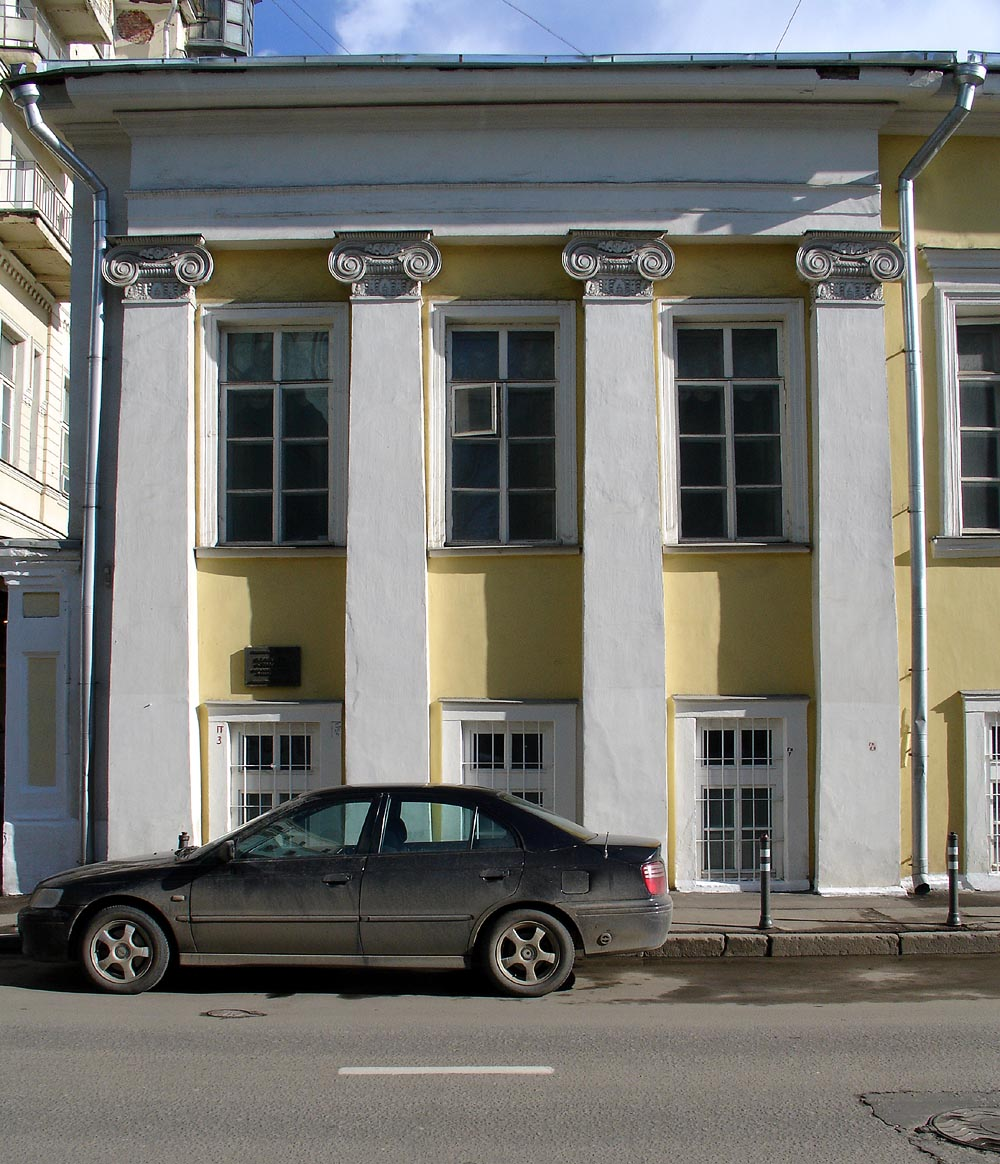
Музей Станіславського в Леонтіївському провулку

- № 2а — на цьому місці до 2003 року знаходився господарський флігель садиби князів Мещерських. З 1858 року будівлею володіла графиня А. Ф. Закревська, дружина московського генерал-губернатора А. А. Закревського. У будинку жили відомий артист і драматург О. І. Южин та Народна артистка РРФСР М. П. Ліліна, що стала згодом дружиною К. С. Станіславського. Саме у цьому будинку Станіславський зробив їй пропозицію.».
- № 4 — Посольство Греції в Росії — головний будинок міської садиби князів Мещерських (Е. А. Волковой), сер. XVIII ст. ; 1817—1823.
- № 6 — Будинок-музей К. С. Станиславського — в минулому будинок П. С. Хлопова, кінець XVII ст. ; 1777; 1830-ті, в основі — палати кін. XVII ст. З 1837 по кінець 1840-х років, коли будинок належав Волкову, тут жив актор і театральний педагог І. В. Самарін.
- № 8 — Дохідний будинок, 1896, архітектор О. С. Камінський; 1912 — надбудова з трьох поверхів.
- № 10 — Садиба Каратаєвих-Морозових з особняком І. В. Морозова, 1896 рік, архітектор А. С. Камінський, А. Е. Еріхсон; у 1905 році виконані інтер'єри по малюнках архітектора Ф. О. Шехтеля. У будинку в 1920-х - початку 1940-х років розміщувалося Посольство Німеччини в СРСР. Згодом тут було Радінформбюро, де складалися зведення боїв і перемог у Великій Вітчизняній війні. З 1949 року у будинку працювало посольство Німецької Демократичної Республіки, а потім він був зайнятий банківськими установами та відділами Посольства Куби.

Зараз у будівлі розташовується Центральний офіс ВАО "Інтурист" і магазин подорожей SAS.
- № 12 — Дохідний будинок з унікальним ліпним декором в російському стилі, що імітує різьблення по дереву; перебудова - 1896, архітектор О. П. Белоярцев. У флігелі будинку в 1882 році зупинявся мандрівник М. М. Миклухо-Маклай.
- № 16 — Посольство Азербайджану в Росії — колишній прибутковий будинок/антикварний магазин "Луксор", нач. XIX ст.; 1874 - надбудова; 1905 - перебудова, зміна фасаду в стилі "модерн".

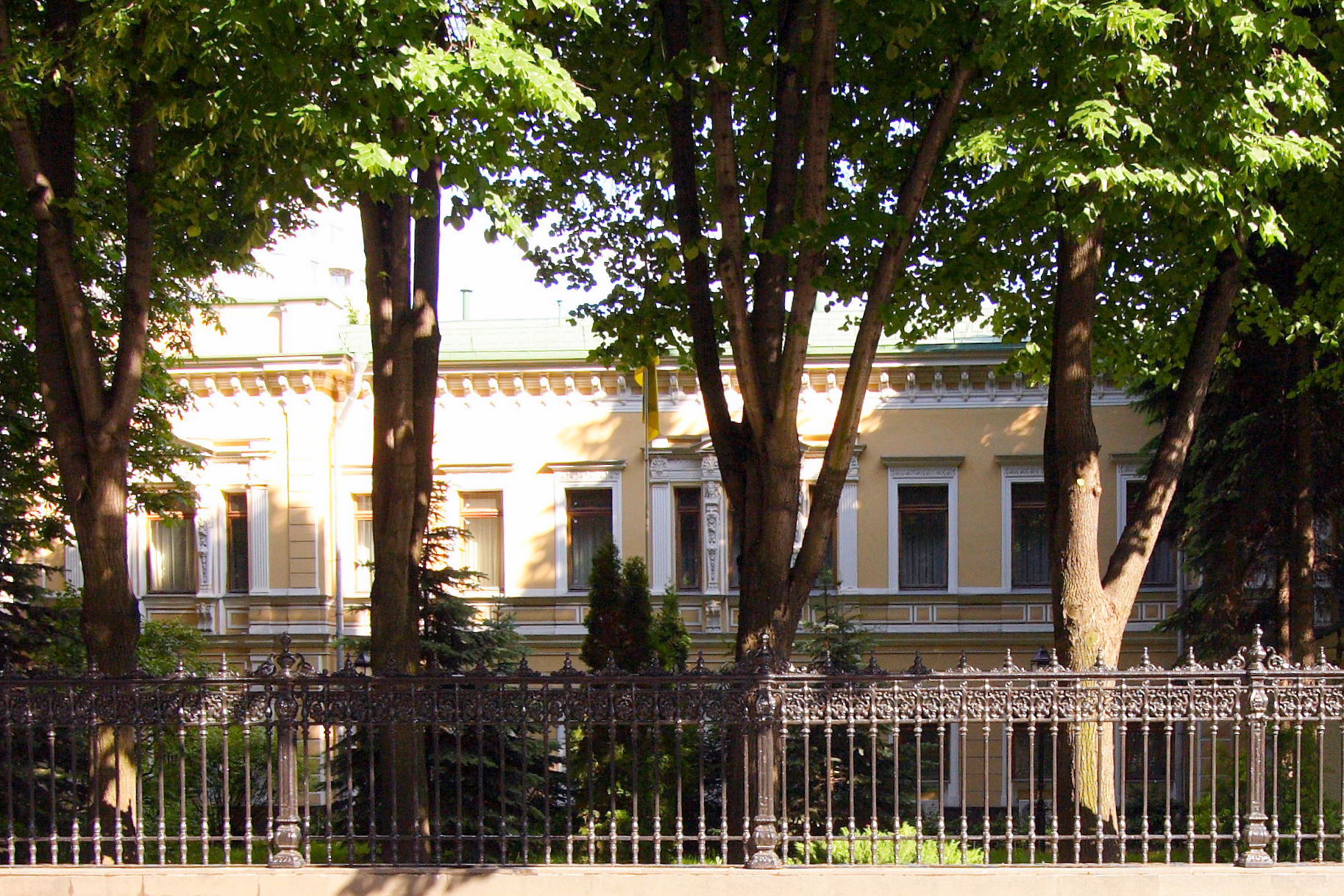
Будівля Посольства України в Росії

- № 18 — Посольство України в Росії — будинок І. А. Заборової (графа О. С. Уварова) - сер. XVIII ст.; перша третина XIX ст.; огорожа - 1854; кін. XIX ст., архітектор К. М. Биковський, С. У. Соловйов. Реставрацію будинку після вибуху анархістів виконав в 1922 році архітектор В. М. Маят. У 1824 році у будинку жив композитор О. О. Аляб'єв.
- № 20 — колишній дохідний будинок А. А. Оттен з ліпним декором в стилі "модерн", початок XIX ст. У 1900-ті роки перебудову і зміну фасаду будівлі здійснив архітектор П. В. Харко.
- № 24 — Дохідний будинок, 1899, архітектор Н. А. Мейнгард. Тут жили А. П. Чехов, Ф. І. Шаляпін, С. В. Рахманінов.
- № 26 /2 — Будинок був внесений архітектором М. Ф. Казаковим в Альбом найкращих цивільних будівель Москви. У окупацію 1812 року у будівлі розміщувався французький театр, в якому неодноразово бував на концертах Наполеон I.

## Транспорт
Тролейбус 15, 31 від метро Арбатська; тролейбус 12 від метро Тверська, Пушкінська.